# 捷连季·马尔采夫
捷连季·谢苗诺维奇·马尔采夫（俄语：Тере́нтий Семёнович Ма́льцев，1895年10月29日（11月10日）—1994年8月11日）苏联农学家，由于他不支持尼基塔·谢尔盖耶维奇·赫鲁晓夫乌拉尔地区外播种玉米的想法，遭到降职处分。